# A Little Hero
A Little Hero is een Amerikaanse stomme film uit 1913 met in de hoofdrol Mabel Normand. De film werd destijds in Nederland uitgebracht onder de titel De schrandere hond.

## Verhaal
Mabel heeft een kanarie, een hondje en een kat. Wanneer ze het huis verlaat gaat de kat achter de kanarie aan. Het hondje ziet het gebeuren maar weet dat hij geen partij is voor de kat. Daarop rent hij naar een kennel om de hulp van drie grote collies in te roepen. Ze gaan met hem mee en arriveren net op tijd om de kanarie te redden en de kat weg te jagen. Wanneer Mabel thuiskomt en de ravage ziet denkt ze dat haar hondje de kat heeft weggejaagd en ze omhelst hem hartelijk.

## Rolverdeling
| Acteur         | Personage |
| -------------- | --------- |
| Mabel Normand  | Mabel     |
| Teddy the Dog  | de hond   |
| Pepper the Cat | de kat    |